# 三和無敵流
三和無敵流（さんかむてきりゅう）は、江戸時代の武術流派。三和流とも。抜刀術・剣術・杖術・手杖（短杖）術・柔術・捕縄術・外物を伝えていた。
金沢厚朴（1673 - 1752年）が、一刀流と卜伝流の2流を修めた後、諸国修行の間にも刀法拳法など37流を極め、三和無敵流と称したことから始まり、常陸国に広まる。

## 技術体系
抜刀形に「抜討」「一文字」以下計8本、剣術之形に「陰陽剣」以下計5本、杖之形（5尺2寸）に「一文字」「上巻」「石突」以下計5本、手杖之形（4尺2寸）に「刃当（どんとう）」「捨身」の計2本、柔術48手、縄掛用5組、中奥の秘事16手、さらには、「旅行の時持つべき品」、「旅宿心得」、「人仁仇する獣を除方」などが含まれる。